# Gara Brașov Triaj
Gara Brașov Triaj este o stație de cale ferată care deservește orașul Brașov, România.